# 新波赫丹尼夫卡 (尼古拉耶夫區)
新波赫丹尼夫卡是烏克蘭南部尼古拉耶夫州尼古拉耶夫區拉迪斯内萨德市镇内的村落，面積3平方公里，海拔高度36米，2022年人口980人，人口密度每平方公里312人。